# 920

## Esdeveniments
- Comença l'edat d'or de l'imperi de Ghana
- El poble tolteca s'estableix a Mèxic
- Extensió del bogomilisme a Bulgària

## Naixements
- Lluís IV, rei de França

## Necrològiques
Món
- 19 de maig: Esteve de Tongeren, Bisbe de Lieja